# Perspectives on Paedophilia
Perspectives on Paedophilia är en akademisk antologi om pedofili och hebefili. Redaktör för boken som gavs ut 1981 och hade flera skribenter med pro-pedofil-inriktning var Brian Taylor, sociolog vid Sussex University.